# Harlem – 148th Street (métro de New York)
Harlem – 148th Street (anciennement 148th Street – Lenox Terminal ou Lenox Terminal - 148th Street) est la station du métro de New York : terminus nord de la ligne d'infrastructure Lenox Avenue. Elle est également le terminus nord du service desserte ligne 3. Elle est située à l'intersection entre la 149e Rue et la Septième Avenue, également nommée Adam Clayton Powell Jr. Boulevard sur cette portion située au nord de Central Park, à Harlem, quartier de l'arrondissement de Manhattan à New York, aux États-Unis.
Bien que la Lenox Avenue Linz soit ouverte à l'exploitation en 1904, la station Harlem – 148th Street ne faisait pas partie de cette ligne d'origine. La station est proposée pour la première fois en 1940 et est ouverte en 1968. Elle est établie dans une partie du dépôt/atelier Lenox Yard créé avant l'ouverture de la ligne. La station est alors destinée à remplacer la station terminus nord 145e Street. Cette station est finalement restée ouverte en raison de l'opposition des habitants du quartier.
Elle est desservie, jour et nuit, par toutes les rames du service desserte ligne 3 du métro.

## Situation sur le réseau

Plan du métro de New York (2009)

Établie en surface, Harlem – 148th Street est la station terminus nord, à proximité de l'atelier Lenox Yard, de la ligne 3 du métro de New York. Elle est située avant la station 135th Street, en direction du terminus sud-est New Lots Avenue.

## Histoire

### Origine
Le dépôt/atelier de l'IRT est ouvert, à proximité de la 148e Rue et de la Lenox Avenue à Harlem, avant la mise en service, en 1904, de la Lenox Avenue Line par l'Interborough Rapid Transit Company (IRT). Un prolongement de la ligne Lenox Avenue jusqu'à la 149e Rue ou la 150e Rue est proposée au cours des années 1910. En 1916, une extension jusqu'à la 149e Rue est proposée dans le cadre d'une connexion entre la Lenox Avenue Line et la Jerome Avenue Line dans le Bronx (desservie par le train 4).
En 1957, une station de métro située sur la 150e rue dans le quartier du dépôt/atelier Lenox Yard est proposée pour permettre une meilleure desserte de son environnement local, y compris l'ensemble résidentiel social Harlem River Houses. La station et l'extension de la desserte dans le Bronx est une demande des citoyens du quartier depuis les années 1940 en raison du manque de fiabilité du service de bus et de celui du tramway en surface (en).

### Création et mise en service
Le projet de station est repoussé vers la 149e Rue dans les années 1960, du fait de la diminution de la surface utilisée par l'atelier/dépôt Lenox Yard. Le terrain prévu à l'origine du projet est vendu aux promoteurs de l'Académie Frederick Douglass et du complexe d'appartements Esplanade Gardens qui surplombe la cour et de la station,.
Ce projet de nouveau terminus nord, est destiné à remplacer la station terminus nord historique 145th Street, du fait de l'impossibilité de prolonger ses quais, pour l'accueil de rames composées de dix voitures, en raison de la présences d'aiguillages aux deux extrémités de cette station. Néanmoins la station 145th Street n'est pas fermée du fait de la pression des habitants du quartier. Les essais de circulation de rames à vide jusqu'à la station ont lieu le 5 mai 1968.

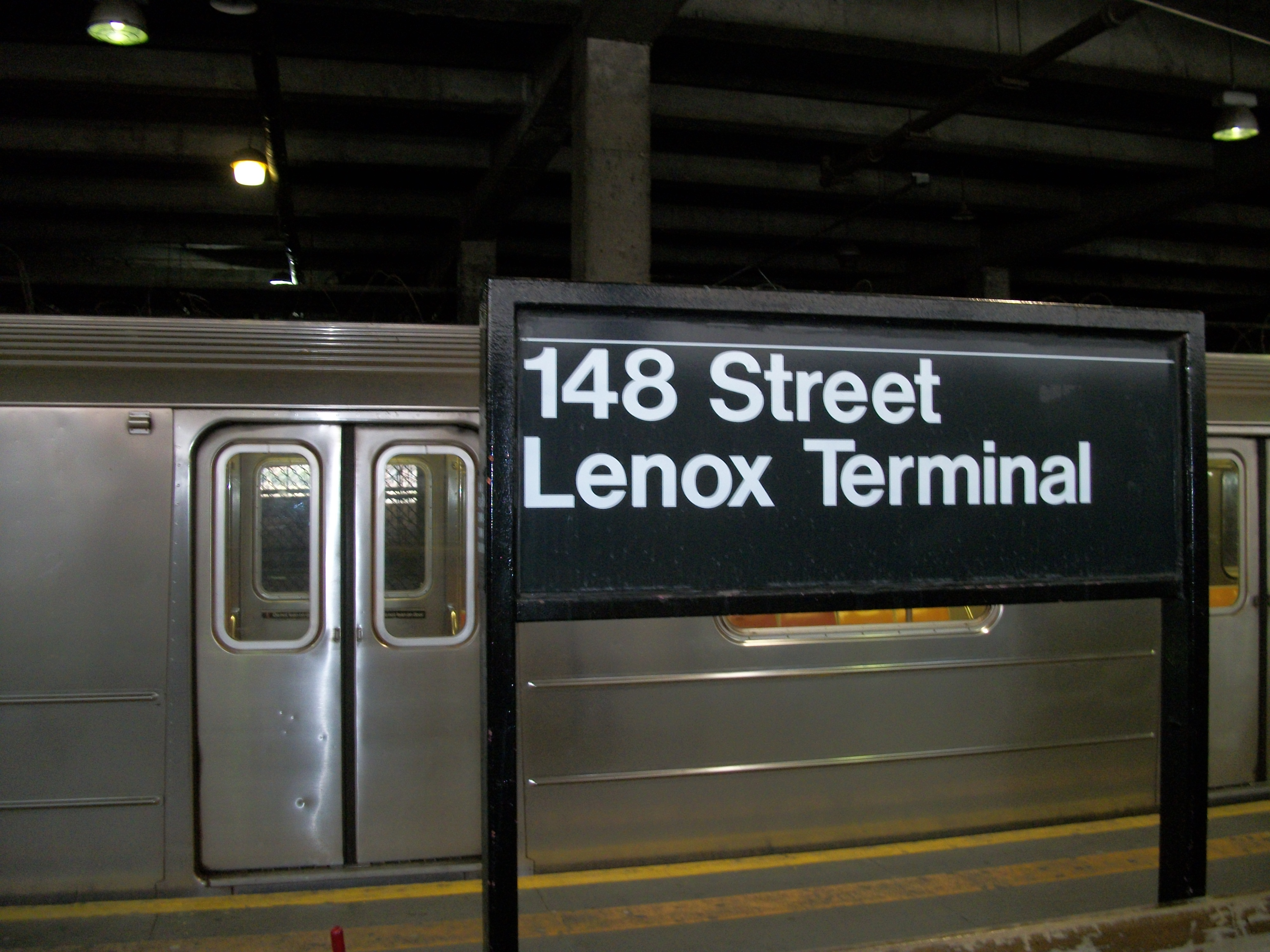
Panneau de quai et voiture de la ligne 3, en 2011

La station, alors dénommée 148th Street – Lenox Terminal est officiellement ouverte à l'exploitation le 13 mai 1968,. L'utilisation de deux voies du triage a limité la dépense de l'ensemble de cette création : le coût de la station est de 1,29 millions de dollars, celui des améliorations des voies est de 3,178 millions de dollars et celui de la signalisation est de 3,553 millions de dollars.

### Évolution
Du 5 août 1990 au 4 septembre 1994 et du 10 septembre 1995 au 27 juillet 2008, la station ne dispose pas du service desserte à plein temps, elle n'est pas desservie par trois rames de la ligne 3 qui circulent tard dans la nuit. Le service à temps plein est rétabli le 27 juillet 2008,.
En décembre 2019, la Metropolitan Transportation Authority (MTA) annonce que la station va être aménagée, pour être conforme à l'Americans with Disabilities Act (ADA), dans le cadre du programme d'investissement 2020-2024. Un contrat pour la mise en place d'une rampe d'accès à la station est attribué en décembre 2023.

## Services aux voyageurs

### Accès et accueil
La station est accessible par une unique porte située à l'intersection entre la 149e Rue et l'Adam Clayton Powell Jr. Boulevard. Du fait de la situation de la station établie au niveau du sol, mais avec un différentiel d'altitude avec les voies routières adjacentes établies sur le flanc d'une légère colline. Il y a un double escalier, entre le quai et l'unique mezzanine à l'ouest de la station où se situe le contrôle et la billetterie. La station n'est pas accessible aux personnes à mobilité réduite. Elle dispose de deux voies encadrant un quai central, l'ensemble étant aménagé au niveau du sol, en parallèle des voies du dépôt Lenox Yard, sous le parking de la Frederick Douglass Academy (en)

### Desserte
Harlem - 148th Street dispose de deux voies encadrant un quai central. Elle est desservie en permanence par les rames du service desserte de la ligne 3. Station terminus, elle est située, avant ou après, la station 135th Street.

Installations et desserte
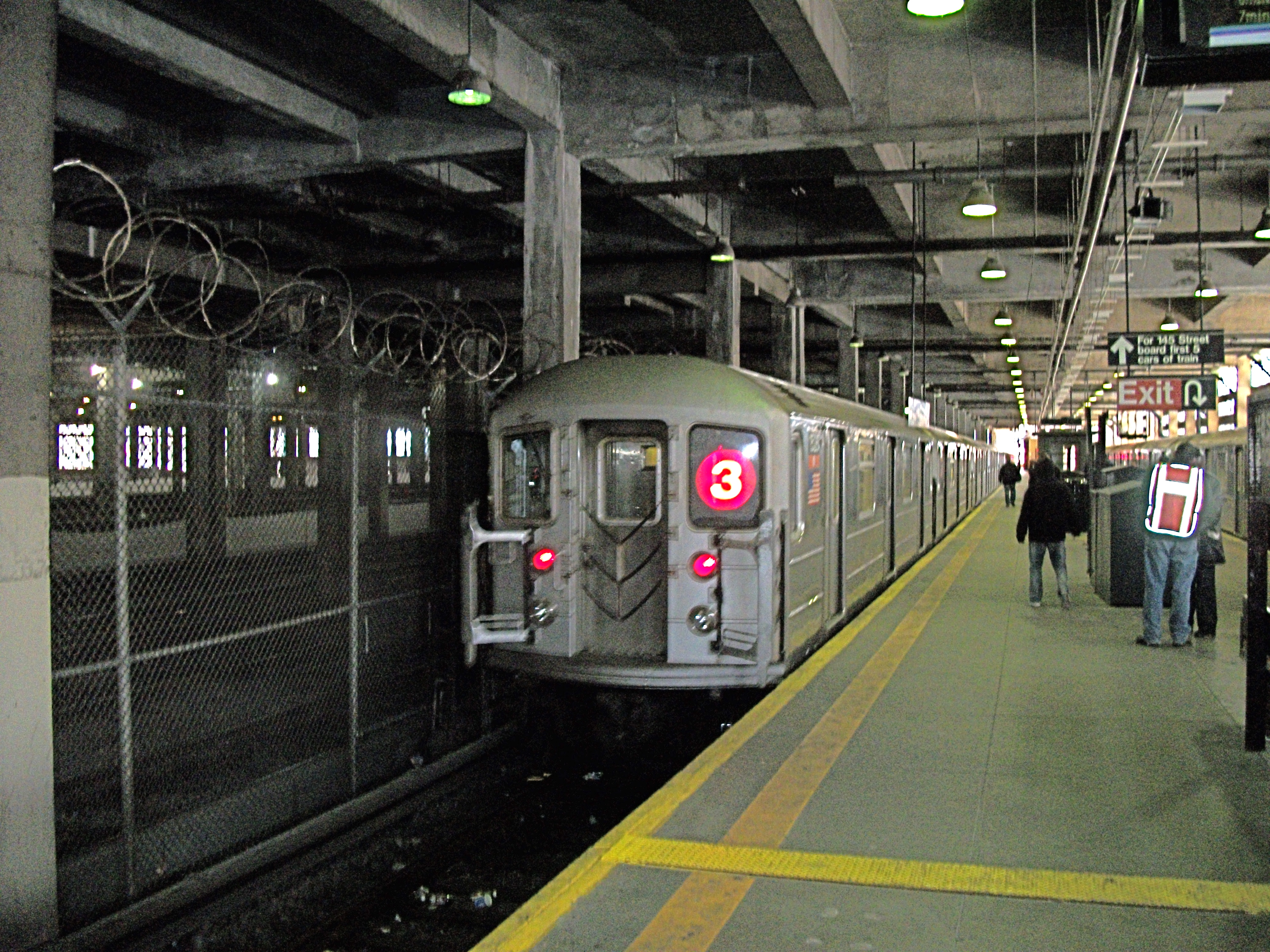
En 2013.
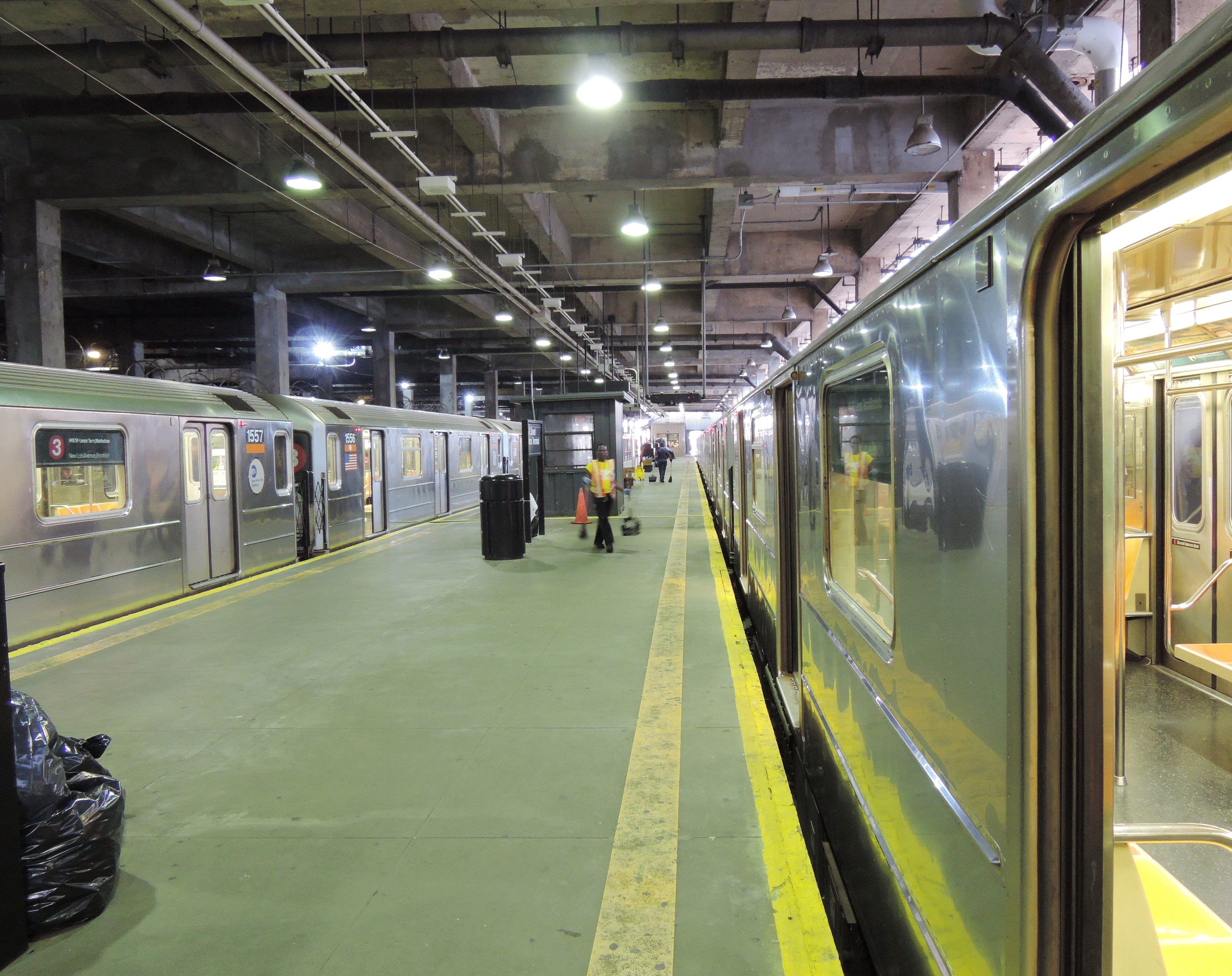
En 2013.
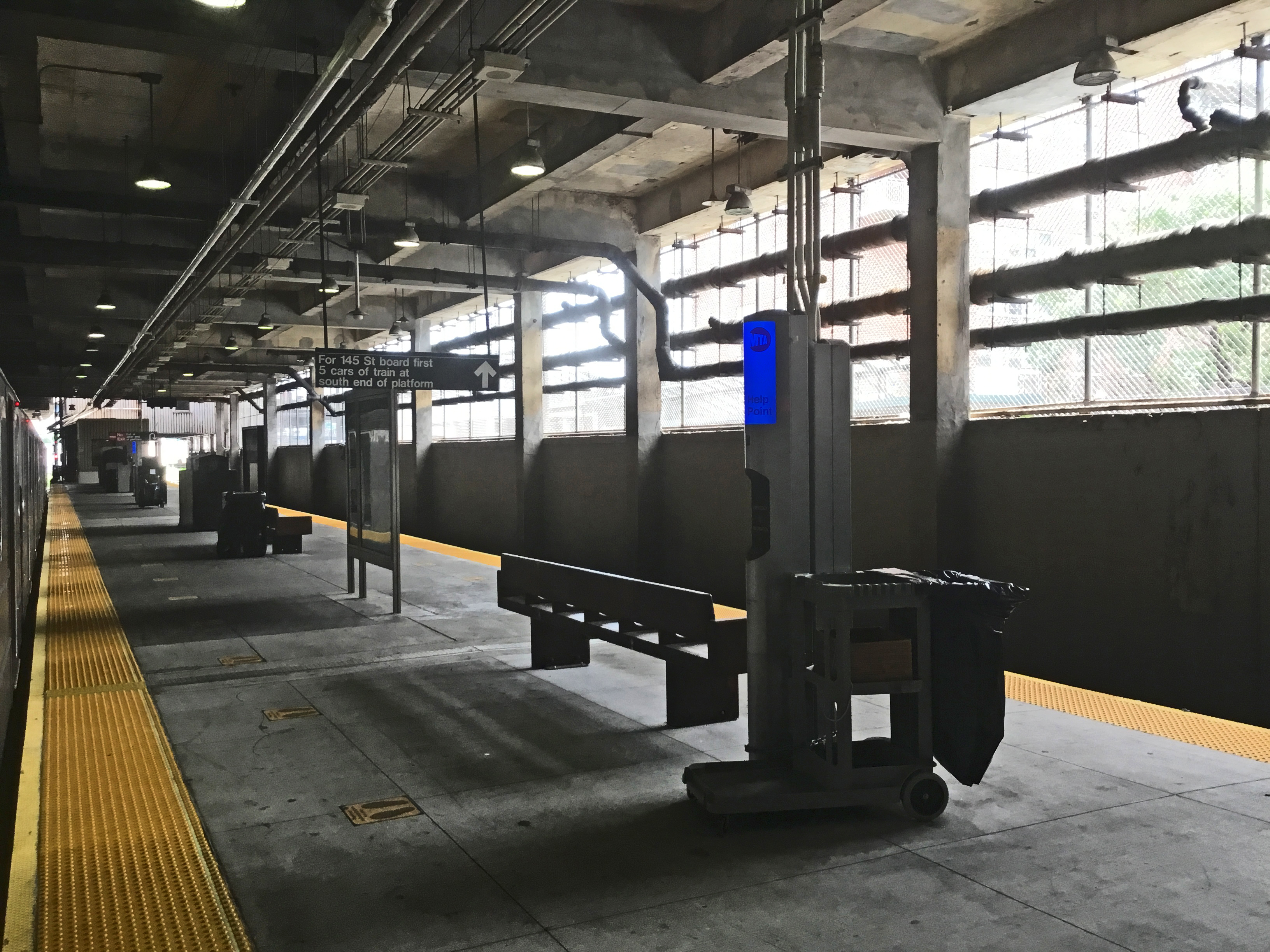
En 2021.

### Intermodalité
À proximité, un arrêt est desservi par les bus de la ligne M2 (en) du MTA Regional Bus Operations.

## Projet
L'aménagement d'une rampe entre la mezzanine, de plain-pied avec l'extérieur, et le quai, pour permettre l'accessibilité de la station, est programmé pour 2024.